# Zelotes ashae
Zelotes ashae är en spindelart som beskrevs av Benoy Krishna Tikader och Gajbe 1976. Zelotes ashae ingår i släktet Zelotes och familjen plattbuksspindlar. Inga underarter finns listade i Catalogue of Life.